# Henschel Projekt P.87
O Henschel Projekt P.87 foi um projecto da Henschel para conceber um bombardeiro rápido. Com um design não convencional, a aeronave seria alimentada por um único motor Daimler Benz DB 610.